# Couvent des Ursulines de Lannion
Pour les articles homonymes, voir Couvent des Ursulines.
Le couvent des Ursulines est un édifice situé à Lannion, en France.

## Localisation
Le couvent est situé sur le territoire de la commune de Lannion, 23 rue Jean-Savidan, dans le département  des Côtes-d'Armor, en région Bretagne.

## Historique
Le couvent est inscrit partiellement (façades et toitures de l'ensemble des bâtiments, y compris la chapelle) au titre des monuments historiques par arrêté du 25 octobre 1971.

## Galerie

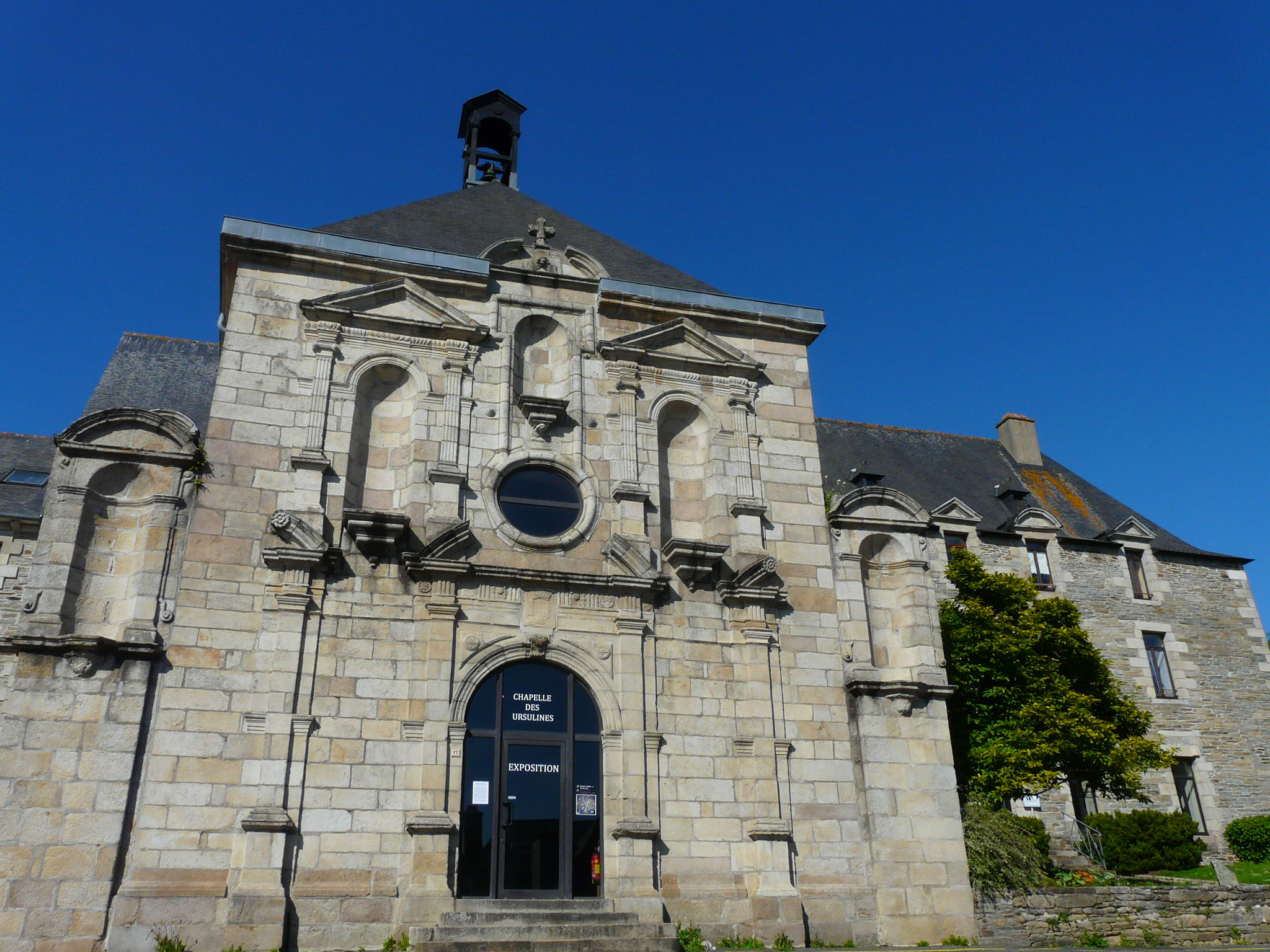
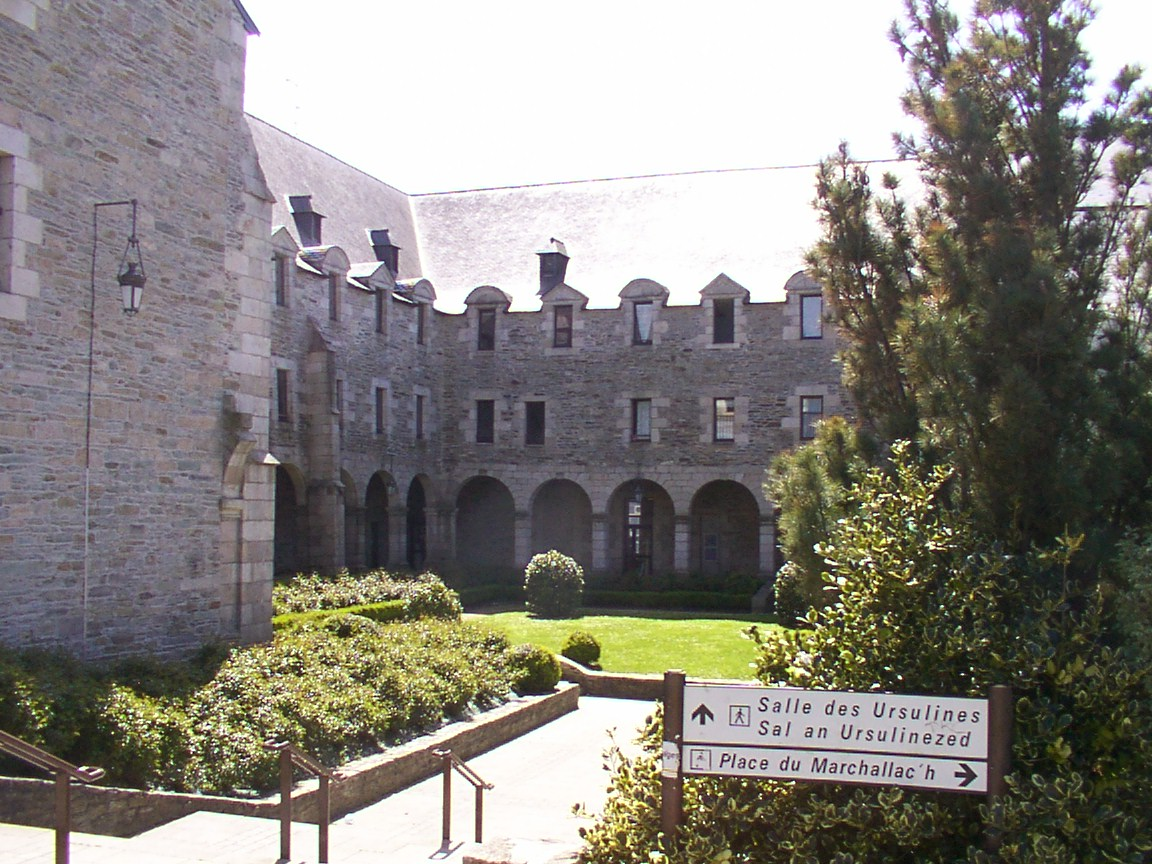